# Apeadero de Travagem
El Apeadero de Travagem es una estación ferroviaria de la Línea del Miño, que sirve a la localidad de Travagem, en la parroquia de Ermesinde, en Portugal.

## Historia
Este apeadero se encuentra en el tramo de la Línea del Miño entre Campanhã y Nine, que fue abierto a la explotación, junto con el Ramal de Braga, el 21 de mayo de 1875.